# Imo Obot
Imo Obot (Nigeria, 18 de junio de 1995) es un futbolista nigeriano que juega en la posición de defensa y su equipo actual es el Enyimba Aba de la Liga Premier de Nigeria.

## Trayectoria
En el 2019 fue fichado por el Enyimba Aba.

## Selección nacional
Rabiu fue convocado el 4 de julio de 2021 para disputar el partido amistoso frente a México.

## Clubes

### Estadísticas
| Club                | Div.          | Temporada     | Liga  | Liga  | Copas nacionales | Copas nacionales | Torneos internacionales | Torneos internacionales | Total | Total |
| Club                | Div.          | Temporada     | Part. | Goles | Part.            | Goles            | Part.                   | Goles                   | Part. | Goles |
| ------------------- | ------------- | ------------- | ----- | ----- | ---------------- | ---------------- | ----------------------- | ----------------------- | ----- | ----- |
| Enyimba Aba Nigeria | 1.ª           | 2020-21       | 9     | 2     | 0                | 0                | 6                       | 0                       | 15    | 2     |
| Enyimba Aba Nigeria | Total club    | Total club    | 9     | 2     | 0                | 0                | 6                       | 0                       | 15    | 2     |
| Total carrera       | Total carrera | Total carrera | 9     | 2     | 0                | 0                | 6                       | 0                       | 15    | 2     |